# エアデール・テリア
エアデール・テリア（Airedale Terrier）は、イギリスのヨークシャーにあるエア渓谷（エアデール）を発祥とする、テリア種の犬である。しばしば「エアデール」と短縮されて呼ばれている。

## 概要
川の中でのカワウソ猟をこなすよう仕込まれたことから「水のテリア」とも呼ばれる。また、テリア種では最大の体格（肩までの高さは56cmから62cm、体重は23kgから32kg）であることから「テリアの王様」とも呼ばれている。

## 外観

### コート（毛種）
トップコート（上層毛）は硬い針金状で、アンダーコート（下層毛）は柔らかで毛皮のようであることが求められている。また、この毛種のため、ほとんど脱毛がない。毛の手入れはクリッピングナイフで行ない、体毛を引き抜いて取っていく。
茶褐色や橙褐色の頭、耳、脚であるのが正しいコートカラーとされている。また、躯幹の鞍状部は黒色や黒鉄灰色（黒と灰色と白が混ざった色）とされ、これはどちらもAKC（アメリカンケネルクラブ）の犬種標準書で許容されている。

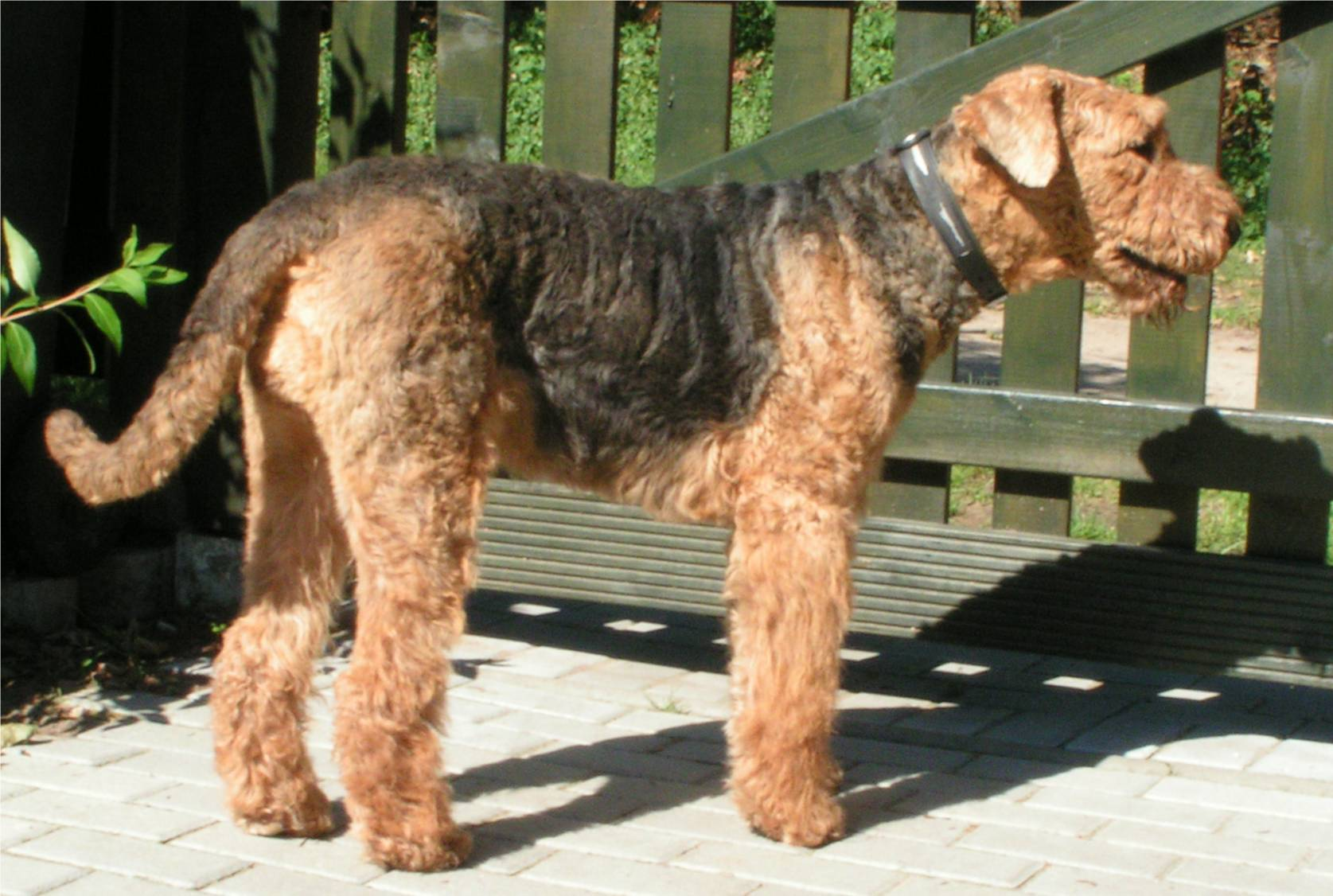
切断されず自然のままの尾のエアデール・テリア

### 尾
尾は通常、出生後5日目に切断して短くするが、これは犬種標準書で必須とされていることではない。
アメリカ合衆国で見かけるエアデール・テリアはたいてい尾が短くされている (断尾)。一方イギリスでは、尾を傷めた場合など切断した方が犬のためによい場合以外は、切断することは違法とされている。

### 口
鋏状咬合（上の歯が下の歯に密着して覆い、顎に対して垂直に附着する）のが標準とされている。歯は、テリアの間で最も大きい。

## 気質

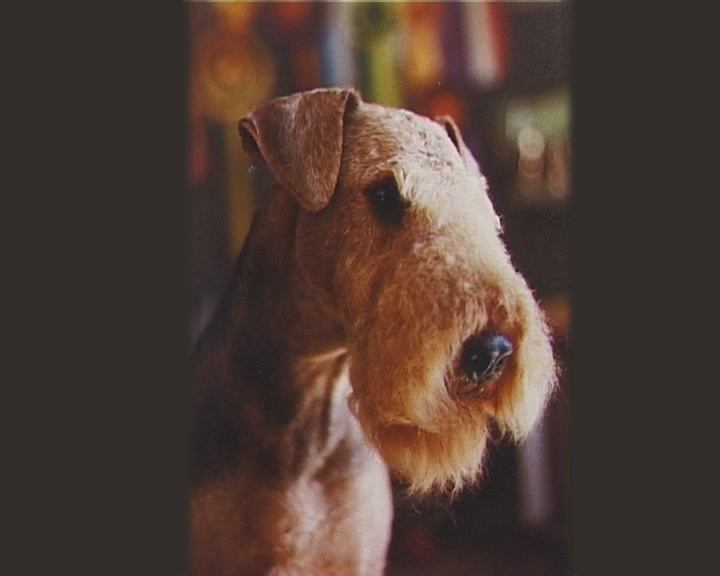
エアデール・テリアの頭部

エアデール・テリアはさまざまな作業をこなす。猟犬としてもよく働き、獲物を持ち帰る役目もこなす。動物を追う傾向、獲物を集めようとする特徴も見られる。
気難しく、頑固な一面もある。

## 健康
エアデール・テリアは、若干の系統で股関節形成不全がみられることを除いて、遺伝性疾患には比較的かからない。
多くのテリアと同様に、エアデール・テリアには皮膚炎になりやすい傾向がある。
アレルギーや栄養バランスの悪い食事、甲状腺の生産過剰や不足は、皮膚の健康状態に大きな影響を与える。
通常はおよそ12年間生きるが、17歳まで生存した例も知られている。

## 歴史
ヨークシャー州のウェスト・ライディングにある谷「エアデール」（エア渓谷）が犬種発祥の地である。ブラック・アンド・タン・テリアが祖先と考えられている。
19世紀中頃に労働者階級の人たちが、カワウソ猟で活躍するオッターハウンド犬と、古い種類の English rough-coated Black and Tan Terrier を交配させたことでこのエアデール・テリアを作り出したとされている。
名称は当初、「ビングレー」や「ウォーターサイド・テリア」だったが、1878年に「エアデール・テリア」となった。1886年には、イギリス・ケネルクラブ(the Kennel Club of England)がエアデール・テリアを犬種として正式に認定した。
その時代、裕福な猟師は猟犬の他に何頭かのテリアの群れを付き添わせて一緒に狩猟を手伝わせていた。
猟犬は獲物が残した臭いを辿って追跡し、追い詰める。そしてテリアが、獲物が隠れた穴に入り込んで止めを刺していた。
テリアは一般の人々には気に入られた猟犬であった。
初期のテリア種には、獲物に組み付くのに十分な大きさが求められると同時に、彼らが獲物を地下の隠れ家にまで追って捕らえるのに支障がないほどの体格であることが求められていた。
明らかにこれらのテリア種は、狩猟に参加する資格として、人間の指示や援助がなくても地下の暗い隠れ家で獲物に立ち向かえるだけの勇気と活気を持たなければならなかった。
19世紀の中頃、定期的な競技会がエア川に沿って行なわれていた。それは、テリア犬がその周辺に住む大きな川ネズミを追いかけるというものだった。
テリアは、川岸の獲物のネズミがいる穴を見つける能力、そしてフェレットによって穴から駆り立てられたネズミが水に入ったのを追って捕らえる能力を審査された。
こうした行事の人気が高まってくると、この作業を優秀にこなすテリアへの需要も起こってきた。その期待に応えるテリアは、オッター・ハウンドと、その時期に一般に普及していたブラック・アンド・タン・テリアやブル・アンド・テリアを交配させることで作り出された。
出来上がったのは、我々が今日これがエアデール・テリアだと認める、脚の長い犬であった。
この体格は、小回りを効かせて働くのが流儀のテリア種としても、敵の獲物から自分の身を隠すのにも大き過ぎている。しかし競技会でテリアに期待される他の仕事はどれも上手に出来た。特に水に関する作業がうまかった。
この大きなテリアには、ネズミを捕獲する技術に加えてさまざまな才能があった。猟犬の血が入っていることから、獲物を嗅ぎつける能力に恵まれていた。また、大きな動物に組み付くのに十分な大きさと体力も持っていた。そのため多目的な活躍のできるテリアであった。
強力な嗅覚により獲物が銃で傷ついたことを主人に教えることも、その獲物を回収することも出来た。
またその大きさと気質により家や農場の番犬としても有能であった。
さらには、まったく合法的な活躍ではなかったが、昔のエアデール・テリアの使い道の一つは、一般人が立ち入ることができない広い所有地内で獲物を密猟するのを手助けすることだった。そこではウサギも鳥も豊富だった。エアデール・テリアは飼い主が殺した獲物を取って来たり、獲物を追って殺したり、獲物が逃げていくのを教えたりすることができた。
第一次世界大戦では、戦線で敵の背後にいる味方の兵士に連絡文書を運ぶためにエアデール・テリアが広範囲で利用された。赤十字も、負傷した兵士を戦場で発見するために利用していた。
警察犬やレスキュー犬としてジャーマン・シェパードが選ばれて採用される以前は、エアデール・テリアがしばしばこの役割を果たしていた。
アメリカ合衆国では、第一次世界大戦後、戦場におけるエアデール・テリアの勇敢さが伝えられ、またセオドア・ルーズベルト、カルビン・クーリッジ、ウォレン・ハーディングといった歴代の大統領がエアデール・テリアを所有したおかげで、エアデール・テリア人気が高まった。
1949年にアメリカでのエアデール・テリア人気はピークとなり、アメリカケネルクラブによる調査では110の犬種中の20位にランクされた。しかしその後は、146犬種中の50位まで落ちてしまった。
エアデール・テリアを飼っていた有名人としてはジョン・ウェインも知られている。いつも一緒にいたその犬の名「リトル・デューク」にちなんで彼は「ビッグ・デューク」というニックネームで呼ばれた。そのためか、彼は「デューク」という名を本名より好んだといわれている。（ジョン・ウェインの項を参照）

## 日本でのエアデール・テリア
- 日本の警察犬種にエアデール・テリアが含まれている（他は、ボクサー、コリー、ドーベルマン、ゴールデン・レトリバー、ラブラドール・レトリバー、ジャーマン・シェパードである）。
- 立教女学院小学校では、牝のエアデール・テリアを毎日学校へ登校させて児童と犬が触れ合う機会を実現する「動物介在教育」を実施している。2009年、高文研より『学校犬バディ』が出版され活動の様子が紹介されている。
- 俳優の保坂尚希はテレビのペット情報番組に自分の飼うエアデール・テリアと一緒に出演することがある。彼は日本エアデールテリア協会の会員でもある。また、女優松島トモ子もプロフィールでエアデール・テリアを飼っていると紹介されている。
- 1978年から1979年にかけてフジテレビで放送されていたドラマ『ふしぎ犬トントン』（主演坂上忍）にエアデール・テリアが出演していた。一見するとエアデール・テリアだが実は宇宙人で言葉も喋る「トントン」が、普段は縫いぐるみに化けて他人の目を欺きつつ、主人公の少年と交流していく。
- 2002年から2003年にかけて竹田エリによって書かれた警察を舞台にした漫画『SMH - 始末署の星』には、警察犬のエアデール・テリア「照焼号」が登場する。
- 作家の沼田陽一はエアデール・テリア愛好家として有名。著書『笑っちゃうね あなたに似た犬』を始め数多くの作品に愛犬パルらが登場する。

## 有名なエアデール・テリア(主に架空のキャラクター)
- 『わんわん物語』に登場するトランプ